# Le Sacrifice d'Iphigénie
Le Sacrifice d'Iphigénie est une fresque antique trouvée dans la maison du Poète tragique à Pompéi et conservée au musée archéologique national de Naples.

## Sujet
Le tableau représente l'épisode du sacrifice d'Iphigénie : son immolation doit rendre propice le départ des héros grecs pour la Guerre de Troie. 

## Histoire et description
La fresque a été peinte entre 45 et 79 dans le péristyle de la maison du Poète Tragique.
Elle est semblable au tableau du même nom du peintre grec Timanthe, notamment dans la composition et dans la figure d'Agamemnon, mais présente cependant des différences notables par rapport à l'original. Au centre de la scène est représentée Iphigénie, les cheveux déjà coupés, à moitié nue et les bras ouverts pour crier au secours, traînée avec force par Ulysse, barbu, à gauche et Diomède ou Achille à droite ; l'autel du sacrifice manque dans la représentation. Sur les côtés de la scène principale, deux personnages plus grands que les autres : à droite, Calchas, sa main droite sur le visage en signe d'hésitation et les outils du sacrifice dans la main gauche ; tout à gauche Agamemnon, entièrement enveloppé dans un manteau, se détourne et se voile la face avec sa main, comme s'il était impossible de peindre la douleur causée par le désespoir de la mort de sa fille ; à côté d'Agamemnon une colonne sur laquelle repose une statuette d'Artémis et deux chiens ou cerfs. En haut de la fresque, deux bustes féminins sortent des nuages : à droite apparaît Artémis et à gauche, une muse tenant la biche qui sera sacrifiée au dernier moment à la place de la jeune fille.